# 매슈 핀선트
매슈 핀선트 경(영어: Sir Matthew Pinsent, CBE, 1970년 10월 10일 ~ )은 영국의 조정 선수이다.
올림픽에 4회 출전해 금메달을 4개 획득하고 세계 조정 선수권 대회에서 금메달 10개와 동메달 2개를 획득하는 등 성공적인 선수활동을 거쳤다.
2004년 은퇴한 이후에는 BBC에서 방송활동을 하고 있다.

## 서훈
- 1993년 대영 제국 훈장 5등급(MBE) 수훈[1]
- 2001년 대영 제국 훈장 3등급(CBE) 수훈[2]
- 2005년 기사작위(Knight Bachelor) 서임[3]